# Treno G.A.I.

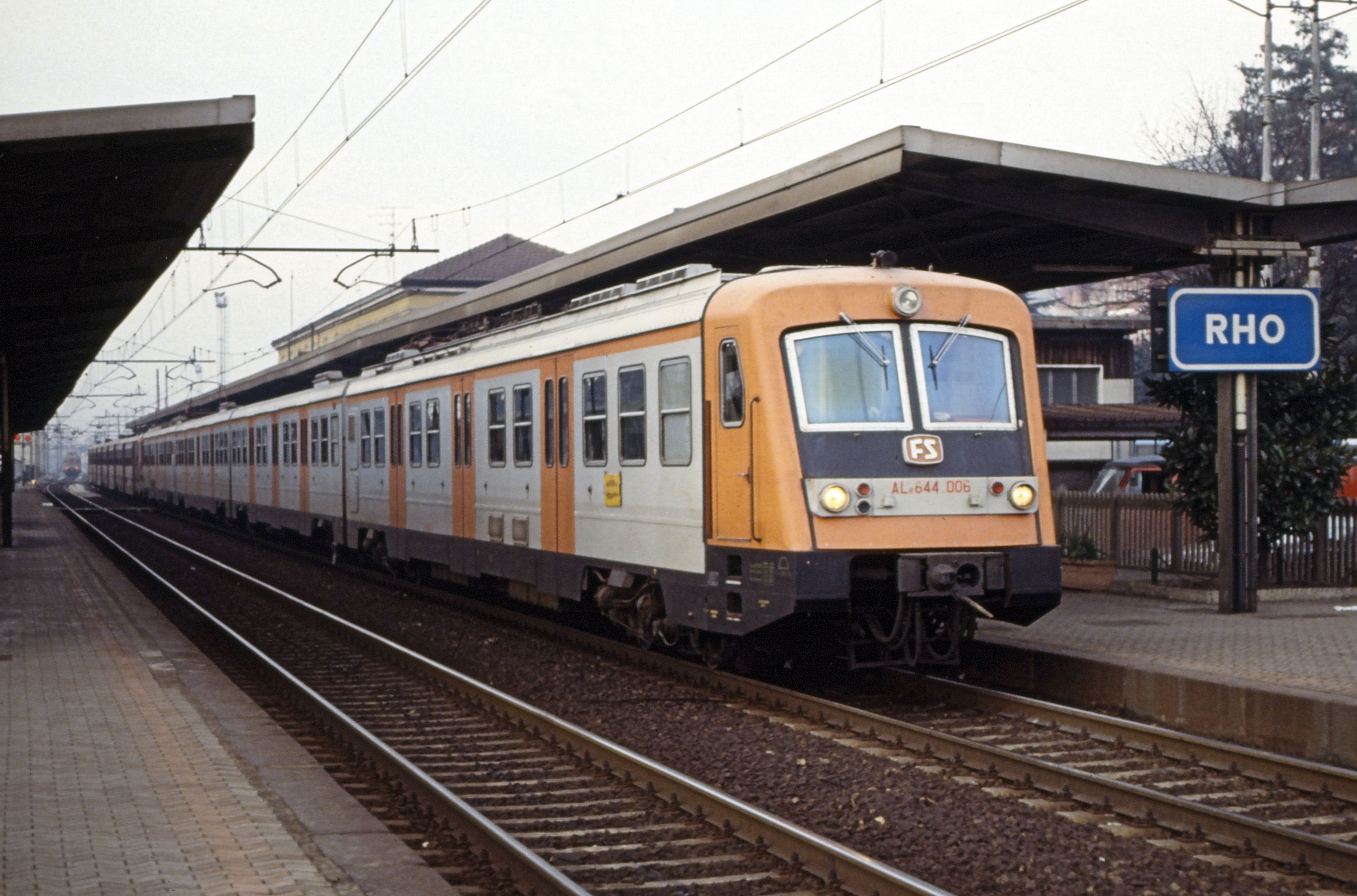
ALe 644 in livrea originale

Il Treno G.A.I. è un elettrotreno di 4 elementi a composizione bloccata progettato e prodotto, a partire dal 1978, da un consorzio di imprese italiane denominato Gruppo Aziende Italiane (da cui l'acronimo G.A.I.) costituitosi allo scopo nel 1974.
La serie di 6 convogli è stata la capostipite della nuova generazione di elettromotrici ed elettrotreni ad azionamento elettronico.

## Storia
Negli anni settanta, in conseguenza della maggiore mobilità e all'aumento del traffico pendolare, si evidenziò la richiesta di più efficienti collegamenti ferroviari suburbani attorno alle grandi città; fino ad allora l'offerta delle aziende di trasporto su ferro si era mantenuta sull'utilizzo di materiale ordinario, per lo più obsoleto, per l'effettuazione dei treni afferenti alle grandi aree urbane del paese. Stante la carente offerta, sul mercato nazionale, di treni con buone caratteristiche di incarrozzamento dei viaggiatori e di accelerazioni elevate, per ridurre i tempi morti di percorrenza, un gruppo di imprese del settore si consorziò allo scopo di offrire un progetto di treno ad alte prestazioni e a tecnologia moderna, alle ferrovie nazionali e, in prospettiva, anche alle reti estere a corrente continua a 3.000 volt. Nacque così nel 1974 il consorzio GAI costituito da Ansaldo (Asgen), Breda, TIBB, Ercole Marelli, FIAT Ferroviaria Savigliano, RETAM e Intertecnica. Il progetto approntato proponeva la costruzione di un convoglio innovativo a trazione elettrica con cassa e telaio in lega di alluminio per contenere la massa, equipaggiamento di trazione elettronico con controllo di trazione a chopper, sospensioni pneumatiche e frenatura elettrica a dissipazione. Una decisa svolta rispetto alle precedenti costruzioni ferroviarie che si erano mantenute sempre nel solco della progettazione classica seguendo l'indirizzo conservatore dell'Ufficio Studi del Servizio Materiale e Trazione delle FS. Ciò aveva sortito ottimi progetti come quello dell'elettromotrice ALe 601 e le sue derivate (ALe 803 e ALe 801/940) ma aveva avuto il risvolto negativo di tenere l'industria nazionale ai margini del mercato europeo che invece si andava sempre più orientando verso la trazione a corrente alternata e all'uso dell'elettronica di potenza. Nel nuovo progetto venne abbandonato il principio di dotare di doppia cabina di guida ogni rotabile e l'uso esteso dell'intercomunicazione con relativo mantice sulle testate anteriori. I vantaggi del nuovo rotabile erano evidenti; le cabine di guida limitate a testa e coda del treno, oltre a maggiore economicità nella costruzione erano di migliore abitabilità.
Il primo semi-treno composto da una motrice ALe 804 e una rimorchiata Le 884 venne presentato alla stampa il 28 giugno 1978 presso lo stabilimento della Breda di Pistoia. In tutto vennero ordinati 6 treni completi di 4 elementi; due motrici di estremità e due rimorchiate intermedie. A loro volta vennero distinte in due versioni: 3 treni con tre porte per fiancata su ciascun elemento da immatricolare come ALe 644 e 3 treni con due porte per elemento da denominare ALe 804. Le due soluzioni tenevano conto del tipo di servizio da svolgere allo scopo di valutarne l'opportunità pratica; infatti, la versione a tre porte permetteva un più veloce incarrozzamento dei viaggiatori, ma con perdita di ben 64 posti a sedere per treno. Le consegne si conclusero nel 1981. Il positivo risultato del progetto diede luogo ad una successiva ordinazione di treni completi derivati, composti di elettromotrici e rimorchiate, da parte delle FS e delle FNM e di ulteriori società tra cui la SEPSA.
L'ultimo dei treni GAI venne accantonato nel giugno 2007.

## Caratteristiche
Il convoglio G.A.I. si proponeva come una vera e propria innovazione da tanti punti di vista. L'unica analogia con i precedenti progetti era quella riguardante la composizione scelta, due elettromotrici monocabina alle estremità e due rimorchiate intermedie; il tutto intercomunicante e inscindibile. Tale filosofia, rivelatasi ottimale, è stata mantenuta per le successive serie di treni suburbani leggeri fino al tempo attuale.
Le analogie col passato si fermavano qui, nuove infatti erano:
- La trazione elettrica che era interamente gestita dall'elettronica sia di potenza, a chopper per il circuito di trazione, che per i circuiti di comando, controllo e ausiliari[8].
- La sospensione che in luogo dei sistemi tradizionali introduceva la più confortevole sospensione pneumatica.
- La cassa e le strutture che utilizzavano lamierati ed estrusi in lega di alluminio saldati a costituire una struttura portante, guadagnando in leggerezza e quindi, data la minore massa, in migliore accelerazione del convoglio.
- La struttura modulare portante di uguale lunghezza per tutti gli elementi, sia motrici che rimorchiate, che permetteva più razionale contenimento di costi di costruzione e di ricambio[7].
- La trasmissione del moto dal motore all'asse della ruota che era, anch'essa innovativa, a corona e canotto dentato abbandonando la precedente, e più diffusa, trasmissione ad asse cavo.
- I pantografi di tipo monobraccio.
- Accoppiamento ad asta rigida tra le unità e accoppiatori automatici Scharfenberg sulle due testate estreme.

Un'ulteriore novità era la facilitazione all'accesso dei viaggiatori costituita dalle porte pneumatiche ad espulsione verso l'esterno e la possibilità di gradini a scomparsa per consentire l'accesso da qualunque livello di marciapiedi, da quelli comuni FS alti 250 mm dal piano del ferro a quelli di tipo metropolitano da 1010 mm.

### La sospensione pneumatica
La sospensione primaria è costituita da gruppi di molle elicoidali tra carrello e parte superiore di ogni boccola. La cassa non poggia su trave oscillante ma direttamente su elementi pneumatici pressurizzati a pallone (che fungono da molla elastica) posti direttamente sulla struttura a collo di cigno doppia che costituisce l'ossatura del carrello. La struttura pneumatica assicura l'altezza costante della cassa anche al variare del carico.

### Motori di trazione
I motori di trazione, due per carrello permanentemente collegati in serie (4 complessivi per ogni motrice), sono a corrente continua con eccitazione in serie a 4 poli, con poli ausiliari e avvolgimenti di compensazione; sono del tipo TIBB 4EXG 4052 con potenza oraria di 247,5 kW. Per diminuire le armoniche generate dalla corrente di campo sono shuntati del 4% permanentemente mediante l'inserimento di un resistore in parallelo. L'isolamento dell'indotto è in classe "H" e in classe "F" è quello dell'induttore. Date le alte temperature raggiungibili senza danno, rispettivamente, 165 °C e 140 °C i motori sono autoventilati permanentemente.

### Circuito elettrico di potenza
Il circuito che alimenta i motori e regola la potenza è frutto di un progetto congiunto Marelli/Ansaldo; è costituito da una coppia di chopper a 8 tiristori in serie che controllano ciascuno la coppia di motori di un carrello. I due chopper funzionano in opposizione di fase, pur lavorando pilotati alla stessa frequenza, allo scopo di ridurre le armoniche indotte in linea elettrica.
La frequenza di lavoro viene mantenuta fissa a 270 Hz mentre viene variato il tempo di conduzione per aumentare o diminuire la tensione ai motori.
I gruppi elettronici sono montati entro due cassoni a ventilazione forzata posti nel sottocassa delle motrici.

### Circuiti ausiliari e freno
L'elettronica è ampiamente utilizzata anche nei circuiti ausiliari alimentati da convertitori statici in grado di abbassare i 3.000 cc volt di linea e convertirli in corrente alternata trifase a 380 volt a 50 Hz.
La frenatura è di tipo combinato, elettrica per velocità superiori a 10 km/h e pneumatica a velocità inferiore o in manovra. Il comando della frenatura pneumatica è realizzato elettricamente in modo da far intervenire i distributori del freno di ogni elemento contemporaneamente.

### Prestazioni
La velocità massima raggiungibile è stata fissata in 140 km/h, pur con un diametro ridotto delle ruote pari a 860 mm; l'accelerazione media tra 0 e 50 km/h raggiunge la ragguardevole cifra di 1 m/s² senza problemi in quanto l'intera massa a vuoto di 53 t è anche la massa aderente. La potenza oraria di ogni convoglio è di 1980 kW mentre quella continuativa si mantiene sui 1760 kW.

## Denominazione
Le elettromotrici hanno la denominazione: ALe 644 nella versione a tre vestiboli per fiancata e ALe 804 nella versione a due vestiboli. Sono accoppiate alle rimorchiate denominate, rispettivamente, Le 724 e Le 884.